# Орел вінценосний
Орел вінценосний (Stephanoaetus coronatus) — великий хижий птах родини Яструбових, що мешкає в лісах на південь від Сахари. Це єдиний живий вид роду Stephanoaetus, після вимирання Stephanoaetus mahery. Вони живляться в основному ссавцями, особливо мавпами, будучи єдиним африканським хижаком спеціалізованим на полюванні на них.

## Зовнішні характеристики
Довжина: 80-90 см, розмах крила: до 180 см, вага самців: 2,7-4,1 кг, вага самиць: 3,1-4,7 кг. Досить барвистий птах: голова, спина і крила чорні або темно-коричневі, груди кремові або червонуваті з відмітним чорними плямами і є довгий гребінь на голові, який можна піднімати. Хвіст довгий, відмічений трьома чорними смугами. У польоті широкі, округлі крила показують червонувату нижню сторону з білим маховим пір'ям, яке чітко позначене трьома чорними смугами у дорослих самців і двома у дорослих самиць. Лапи великі, жовті і дуже потужні з величезними кігтями; лапи з перистими «чоботами» аж до кісточок. Дзьоб також великий і сильний. Очі блідо-жовті. Самиця більша за самця і має більші маркування на грудях і менший гребінь. Молоді птахи відрізняються від дорослих, будучи блідо сіро-коричневими вище, з білими краями пір'їн і сіро-коричневим хвостом. Пташенята мають сірі очі, які стають коричневими, а потім жовтий. Молодь досягає оперення дорослих на 4 або навіть 5 рік. Голос птаха гучний.

## Спосіб життя
Це хижак, здатний спіймати жертву у кілька разів більше власної ваги. Примати зазвичай складають основну частину раціону. Також вживає антилоп, гризунів, даманів і мангустів, а також великих ящірок, птахів, таких як птахи-носороги, цесарки і голуби, а іноді падло. Найбільша здобич може бути розчленована на землі й частини можуть перебувати в схованці на найближчих деревах і споживатись протягом декількох днів. Пари іноді полюють на основі співробітництва і мають спільне сховище. 
Гніздо зазвичай будується в основному на розгалуженні гілок великого дерева, хоча рідко може бути побудоване на скелі, коли великі дерева не доступні. Пара може використовувати те ж гніздо протягом багатьох років. Відкладаються від одного до двох яєць. Інкубаційний період від 48 до 51 днів. Коли відкладено два яйця, старше пташеня завжди вбиває молодшого протягом декількох днів. Повне оперення формується через 90—125 днів, але молодь залежить від батьків на строк до 350 днів. Тобто цей орел, як правило, розмножується раз на два роки.

## Середовище проживання
Населяє ліси, рідколісся, савани, деревно-чагарникові формації, а також модифіковані середовища проживання, такі як плантації і вторинного зросту ліси, може жити в невеликих лісових фрагментах. Це показує високу стійкість до важких збезлісення і деградації в деяких областях, хоча такі зміни передбачають зниження щільності населення. Мешкає як у прибережному лісі так і гірському лісі, до висот, принаймні 3000 метрів.

## Галерея

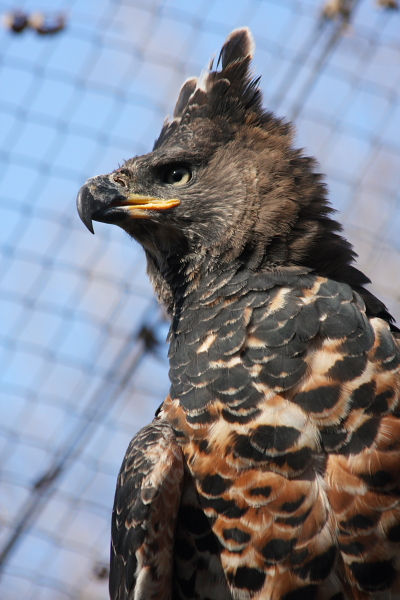
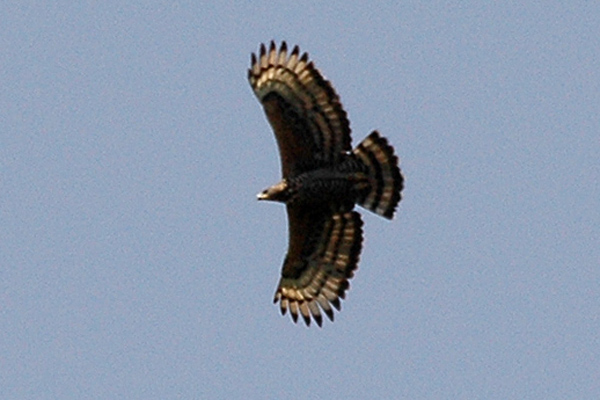
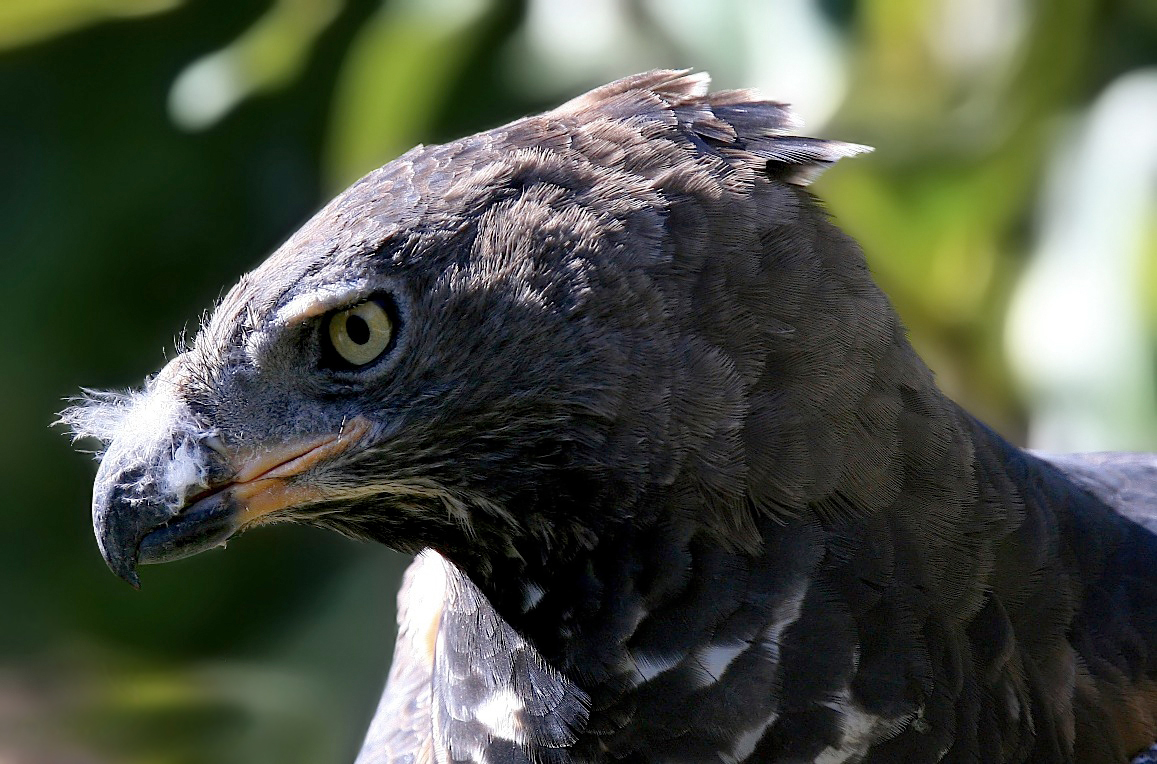
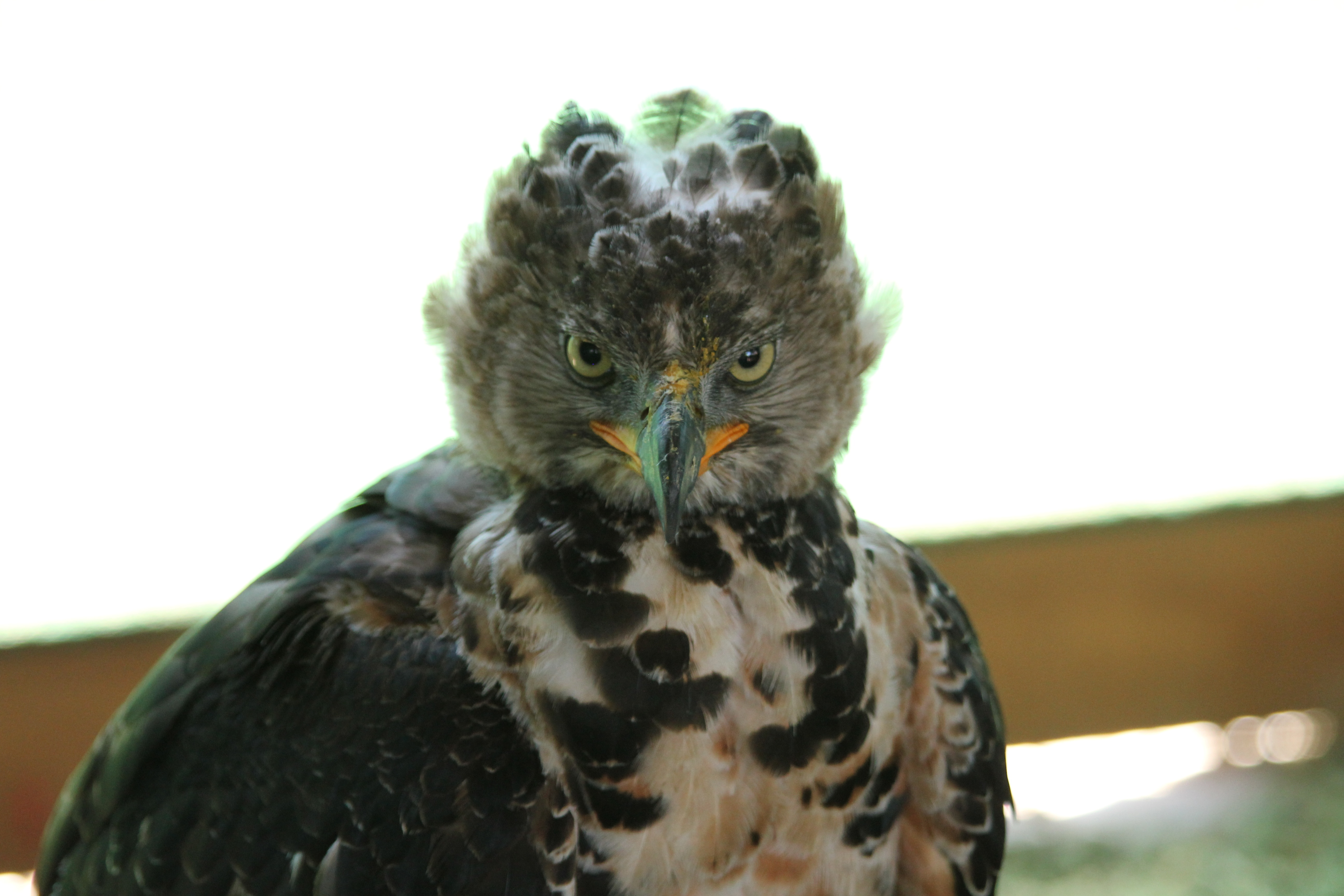